# Glanshammars härad
Glanshammars härad var ett härad i den nordöstra delen av landskapet Närke. Häradet omfattade den nordöstra delen av nuvarande Örebro kommun i Örebro län samt en mindre del av Arboga kommun i Västmanlands län.  Den totala arealen mätte drygt 357 km² och befolkningen uppgick år 1907 till 7 430 invånare. Tingsplats var Glanshammar.

## Geografi
Glanshammar härad var beläget längs sjön Hjälmarens norra strand med sjön Väringen i norr. Området är relativt höglänt beläget på högplatån Käglan som skiljer slättbygderna i landskapet Närke från mälarbygderna i Västmanland från varandra. Platån stupar brant ner mot Arbogaån i norr med sluttar svagare gentemot sjön i söder, och når c:a 50 km bredd mellan Arboga i öster och Örebro i väster. I nordsydlig riktning löper Äverstaån som mynnar i Hjälmaren söder om samhället Glanshammar. Området är relativt skogbevuxet jämfört med slättbygderna i såväl väster som öster, men jordbruksproduktionen har traditionellt ändå varit stark. Här och var återfinns urkalksten i dagen, vilket främjat marmorbrytning. Glanshammars härad gränsade i väster mot Örebro härad och i norr mot Fellingsbro härad. I öster låg Åkerbo härad i Västmanlands län.
Häradet saknade köpingar och municipalsamhällen, men den största tätorten är numera Glanshammar belägen 15 kilometer öster om Örebro.

### Socknar
Glanshammars härad omfattade fem socknar.

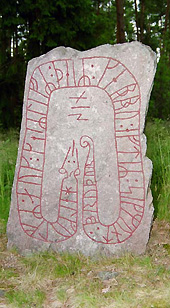
Kung Sigges sten i Götlunda socken

I Örebro kommun
- Rinkaby
- Glanshammar
- Lillkyrka
- Ödeby

I Arboga kommun
- Götlunda

## Historia
Slättbygderna i landskapet Närke befolkades tidigt vilket många fornlämningar vittnar om. Namnet härrör ursprungligen från namnet på dess invånare närborna vilket kan härledes till Närsundet i området kring Kvismare kanal sydost om Örebro. Närborna var således de som bodde vid sundet. Under 1300-talet hade landskapet ungefär samma utsträckning som idag, och utgjorde en egen lagsaga med egen lagbok. Namnet Glanshammar kommer av glan med betydelsen öppning eller ljusning och efterledet -hammar med betydelse stenig höjd eller backe, vilket i det närmaste kan sägas beskriva naturförhållandena i området. Häradet gick dock under medeltiden under sitt gamla namn Edmada härad vilket troligtvis syftar till den ursprungliga tingsplatsen. Denna kom sedermera att förläggas till gästgivaregården i Glanshammar, där den låg kvar till en bra bit in på 1900-talet då den flyttades till Örebro.
Glanshammar utgjorde under 1000-talet centrum för hela bygden norr om sjön Hjälmaren, och arkeologiska fynd runt Glanshammars kyrka pekar på att här kan en av de första kyrkorna i hela Närke ha legat, även om dagens kyrka med största sannolikhet tillkommit under 1100-talet. Det s.k. Hasslefyndet från socknen pekar dock på bosättningar av betydligt äldre datum. Vid Hjälmarens strand söder om samhället Glanshammar fanns en s.k. husby, vilket gör den till en av de västligast belägna sådana, och fynd från platsen tyder på en imponerande bosättning som tillkommit under folkvandringstiden eller kanske ännu tidigare. På Kägleholmsön i sjön Väringen återfanns även landets västligaste tunaort, vars namn pekar på en roll som gammal handelsplats eller liknande. Platsen var i sådana fall strategiskt vald, då Järle- och Dylteån med förbindelser till bergslagstrakterna mynnar i sjön som i sin tur avvattnas via Arbogaån som står i förbindelse med Mälaren. Tidigt fanns även en hel del bergsbruk i närområdet, och även inom häradet och även kring Husby finns spår av utvinning av järn från 600-talet fram till tidigt medeltid. Spår av  silverbrytning från området kring Glanshammars kyrka finns och marmorbrytning har bitvis nått industriell skala, särskilt under 1900-talet.
Glanshammars Tuna kom under Gustav Vasas tid att byta namn till Kägleholm och på platsen började greven och rikskanslern Magnus Gabriel de la Gardie uppförandet av ett ståtligt slott. Byggnaden härjades dessvärre av en brand år 1712 och sedan dess återstår endast ruiner. Bland andra gods i häradet märks bl.a. Esplunda och Myrö herrgårdar i Rinkaby socken. Knappt en mil söder om sjön Väringen passerade den medeltida Eriksgatan som löpte genom häradet från Nasta nordväst om Glanshammar till Oppboga bro vid Arbogaån utanför samhället Fellingsbro på sin väg mellan Örebro och Arboga. Längs med denna återfinns flera runstenar till exempel den s.k. Nastastenen, men sådana återfinns även på andra håll, till exempel Kung Sigges sten och Urvallastenen i Götlunda socken.

## Län, fögderier, domsagor, tingslag och tingsrätter
Häradet har från 1779 hört till Örebro län, innan dess Närkes och Värmlands län, dock överfördes Götlunda socken 1974 till Västmanlands län. Församlingarna tillhör(de) Strängnäs stift.
Häradets socknar hörde till följande fögderier:
- 1720-1917 Östernärke fögderi
- 1918-1945 Linde fögderi
- 1946-1990 Örebro fögderi

Götlunda socken tillhör Köpings fögderi från 1974
Häradets socknar tillhörde följande domsagor, tingslag och tingsrätter:
- 1687-1903 Glanshammars tingslag inom
  - 1687-1771 Norra Närkes domsaga
  - 1772-1809 Örebro, Glanshammars och Fellingsbro domsaga med
  - 1810-1903 Östernärkes domsaga (Sköllersta, Askers, Örebro, Glanshammars och till 1855 Fellingsbro härader) med
- 1904-1947 Glanshammars och Örebro tingslag i Östernärkes domsaga
- 1948-1970 Östernärkes domsagas tingslag i Östernärkes domsaga

- 1971- Örebro tingsrätt och dess domsaga, dock ej för Götlunda socken från 1974

Götlunda socken tillhörde från 1974 till 2001 Köpings tingsrätt och dess domsaga, därefter till Västmanlands tingsrätt och dess domsaga.

## Häradshövdingar
| Ämbetstid | Namn                                     | Levnadstid |
| --------- | ---------------------------------------- | ---------- |
| 1429–1430 | Jöns Karlsson (Ödebyätten)               |            |
| 1443–1447 | Johan Andersson (tre sjöblad med stjälk) |            |
| 1467      | Gudmund Eriksson                         |            |
| 1538      | Birger Budde                             |            |
| 1566      | Christoffer Nilsson                      |            |
| 1568      | Lars skrivare                            |            |
| 1578      | Erik Abrahamsson (Leijonhufvud)          |            |
| 1604–1611 | Antonius Svensson                        |            |
| 1614–1618 | Per Assarsson                            |            |
| 1642–1645 | Lars Larsson Bohm                        |            |
| 1645–1650 | Johan Nilsson Hulthenius                 |            |
| 1650–1653 | David Josefsson Fougman                  |            |
| 1653      | Carl Henrik Wrede                        |            |
|           | Johan Sylvius                            |            |